# Vodița, Tărgoviște
Vodița (în bulgară Водица) este un sat în comuna Popovo, regiunea Tărgoviște,  Bulgaria. 

## Demografie
Componența etnică a satului Vodița
     Turci (6,14%)
     Bulgari (81,1%)
     Romi (6,59%)
     Nicio identificare (6,14%)
La recensământul din 2011, populația satului Vodița era de 667 locuitori. Din punct de vedere etnic, majoritatea locuitorilor (81,1%) erau bulgari, existând și minorități de romi (6,59%) și turci (6,14%). Pentru 6,14% din locuitori nu este cunoscută apartenența etnică.